# Burgruine Botenlauben
Die Burg Botenlauben oder auch Burg Bodenlaube ist die Ruine einer Höhenburg auf 340 m ü. NN im Bad Kissinger Stadtteil Reiterswiesen. Sie gehört zu den Baudenkmälern von Bad Kissingen und ist unter der Nummer D-6-72-114-119 in der Bayerischen Denkmalliste registriert.

## Geschichte

### Anfänge
Das genaue Entstehungsjahr der Burg Botenlauben ist unbekannt, es wird aber angenommen, dass sie um 1180 entstand. Möglicherweise initiierte der Henneberger Burggraf Berthold I. ihren Bau. Die erste bekannte urkundliche Erwähnung der Burg stammt aus dem Jahr 1206, als ihr zukünftiger Bewohner Otto von Botenlauben in einer Würzburger Urkunde als „Otto de Bodenlouben“ genannt wird.
Der Name der Burg entstand möglicherweise aus dem Namen Boto und dem Wort Laube (Bezeichnung für Wohnsitz); Boto bezieht sich hierbei auf den Graf Boto von Kärnten, der in einer Zeit, als die Macht von der Reichsabtei Fulda auf die Markgrafen von Schweinfurt und später auf die Henneberger überging, als Bindeglied zwischen beiden Gruppen gilt.
Einer Theorie von Reinhard von Bibra zufolge hängt der Ursprung des Namens mit dem unterhalb der Burg befindlichen Hofgut Botenlauben (aus dem dann später der Weiler Unterbotenlauben wurde, der dann mit Reiterswiesen zusammenwuchs) zusammen: Demzufolge hätte dieses Hofgut bereits vor Entstehung der Burg bestanden und wäre von einem Grundbesitzer namens Boto bewohnt worden, der es im Jahre 797 dem Kloster Fulda schenkte. Botos Name ist zwischen 803 und 859 achtmal urkundlich erwähnt sowie zwei weitere Male im Jahr 943, doch lässt keine dieser Erwähnungen den Schluss zu, ob Botos Wohnsitz den Namen „Bodenlauben“ trug.
Im Lauf der Jahrzehnte wechselte die Schreibung des Namens der Burg mehrfach: „Bodenlouben“ (1206), „Bodenlovben“ (1221), „Botenlovbe“ (1225), „Bothinloibin“ (1226), „Botenloben“ (1230), „Botenlouben“ (1234), „Botenlauben“ (1242) sowie „Bottenlauben“, „Botenlauben“, „Botenlauben“ (1303).

### Otto von Botenlauben

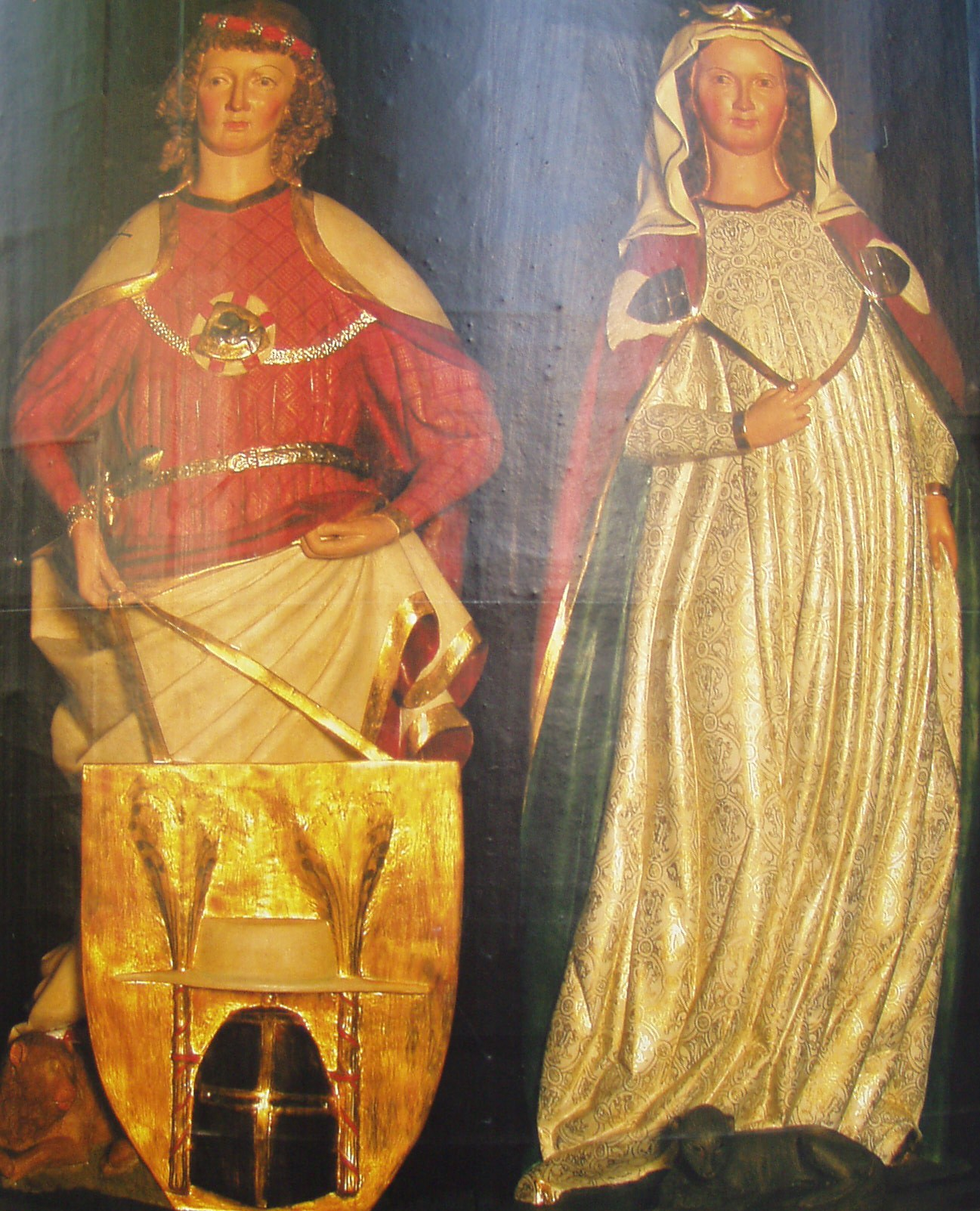
Graf Otto und Gräfin Beatrix von Botenlauben (Holzstatuen, Dom- und Diözesanmuseum Mainz)

Die Burg war von 1220 bis 1242 Wohnsitz des Hennebergers Otto von Botenlauben und seiner Frau Beatrix von Courtenay. Otto hatte nach dem Kreuzzug Heinrichs VI. noch einige Zeit im Orient verbracht und dort seine Gattin Beatrix kennengelernt. Nach mehreren vorübergehenden Aufenthalten Ottos in Deutschland ließen beide sich im Jahr 1220 endgültig auf der Burg nieder. Die Schleiersage weiß zu berichten, dass während eines Spazierganges von Beatrix auf der Botenlaube ihr Schleier vom Wind fortgeweht wurde, woraufhin diese nach dem Schleier suchen ließ und gelobte, an seinem Fundort ein Kloster zu errichten. Auf diese Weise gründete das Paar das Kloster Frauenroth.
In Anbetracht der Herkunft seiner Frau, die Otto in seinem Minnesang gerne als „Kleinod der Morgenlande“ und „Gold aus Indien“ bezeichnete, gestaltete der Minnesänger die Kemenaten und den Rittersaal möglicherweise noch prächtiger, als es zu seiner Zeit üblich war. Besuch von den Hildenburgern und Trimbergern, seinen Henneberger Vettern sowie von Händlern Gauklern und Minnesängern brachte Abwechslung und versorgte die Burgbewohner mit den neuesten Nachrichten. Im Nordturm der Botenlaube bestand eine Hauskapelle, deren Gottesdienste wahrscheinlich auch von den Bewohnern des „Hofguts Bodenlauben“ besucht wurden; einziger bekannter Kaplan aus dieser Zeit war Ottos Schreiber Berthold. Einer Sage zufolge befindet sich die Glocke der Hauskapelle heute in der Kapelle des Gnadenortes Terzenbrunn, der sich im heutigen Bad Kissinger Stadtteil Arnshausen befindet.
Im Jahr 1234 ging die Burg unter Bischof Hermann I. von Lobdeburg in den Besitz des Hochstifts Würzburg über. Otto und Beatrix sahen sich zum Verkauf der Burg veranlasst, da ihr Sohn, Otto II., 1230/1231 mit seiner Gattin Adelheid dem Deutschen Orden beigetreten war. Ferner hatten Otto und Beatrix durch den Verkauf die finanziellen Mittel zum Unterhalt des Klosters Frauenroth zur Verfügung. Otto und Beatrix verfügten bis zum Jahr 1242 über ein Wohnrecht auf der Burg und zogen sich dann nach Würzburg zurück.

### Amt Botenlauben

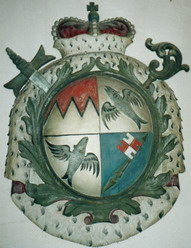
Wappen von Fürstbischof Hermann I. von Lobdeburg und seinem Onkel Otto I. von Lobdeburg

Zur Einschränkung der hennebergischen Vormachtstellung schuf Bischof Hermann I. von Lobdeburg im Jahr 1244 das Amt Botenlauben. Dieses Amt war eines von 40 Ämtern innerhalb des Bistums Würzburg.
Der erste Amtsmann des Bischofs wurde Lambert Marschall von Botenlauben (bis 1259), der vorher Graf Otto von Henneberg gedient hatte. Sein Nachfolger wurde Konrad von Schwanfeld, der bis 1288 als Amtmann bezeugt ist. Dessen Nachfolger wurde, soweit bekannt, Ritter Konrad Hurnig. Er ist durch einen Vertragsabschluss vom 11. Mai 1308 auf der Burg bezeugt. Eberhard von Erthal ist für die Zeit von 1321 bis 1356 als Amtmann nachgewiesen.(1321-1356)
Mit dem Übergang des Besitzes der Burg an den Bischof begann dieser, das Anwesen an Adelige zu belehnen. Die erste bekannte Belehnung war die an Konrad III. von Schwanfeld in Form eines Burglehns (Erwähnung 1303). Als Burggut zuerst belehnt (hier kam in Unterschied zum Burglehn ein Wohnrecht auf dem Burggelände hinzu) wurde die Botenlaube im Jahr 1317 an Konrad Hurnig, ein weiteres Mal 1319 an Wolfrom Hurnig sowie 1333 an Konrad IV. von Schwanfeld. In den folgenden Jahrhunderten kamen immer mehr Belehnte hinzu, u. a. die Schenken von Kissingen (1317) und die Herren von Riet und von Abersfeld (1317), die Herren von Erthal, von Heustreu und von Eltingshausen (1322), die Herren von Maßbach (1354), die Herren von Bibra (1368), die Herren von Schlitz (1374), die Herren von Arnstein, von Schletten und von Witzleben (1401), die Herren von Gerungen, von Grumbach und Peter von Kissingen (1412), die Grafen von Henneberg (1435), die Herren von Brunn (1436), die Herren von Herbilstadt (1456), die Herren von Milz (1473), die Herren von Fullbach (1516), die Herren von Stein (1516), die Herren von Wiesenthau (1516), die Herren von Thüngen (1550), die Herren von Münster (1554), sowie die Heußlein von Eußenheim (1609). Die Belehnungen reichten insgesamt bis in das 19. Jahrhundert.
Im Jahr 1244 fing man ferner damit an, zwischen dem am nördlichen Abhang unterhalb der Burg gelegenen Hofgut Botenlauben (aus dem später der Weiler Unterbotenlauben entstand, der mit Reiterswiesen zusammenwuchs) und dem Schlossgut Botenlauben zu unterscheiden. Im Unterschied zum Hofgut bestand das Schlossgut, das sich um die gesamte Burg herum ausdehnte, zusätzlich aus dem Breitenloh, einer Waldfläche von 380 Ackern.
In dieser Zeit wurde die Burg oft an Adelige verpfändet, die für die Burg Geld vorstreckten und bis zur Rückzahlung den Posten eines Amtsmannes auf der Burg bekamen. Zu einer ersten solchen Verpfändung kam es im Jahr 1356, als sich Bischof Albert II. von Hohenlohe zu Würzburg unter Verpfändung der Burg 2550 Pfund Heller von Ritter Lutz von Thüngen lieh.
Im Jahr 1395 kam es unter Ritter Anton von Bibra und dessen Schwager von Schwanfeld als Burgmänner zur Zeit der Weinlese zu einem Angriff auf die Burg durch Graf Friedrich von Henneberg-Hartenberg. Anton von Bibra strengte beim Nürnberger Landgericht einen Prozess gegen Graf Friedrich an; der Ausgang ist unbekannt.
Um die Zeit 1400 waren die Brüder Frohwein, Hartmund, Heinrich und Ludwig von Hutten die Burgherren auf der Bodenlaube. Sie teilten die amtsmännischen Befugnisse untereinander auf und unterdrückten ihre Untertanen in einem solchen Maße, dass Anfang 1402 das Amt vom Würzburger Bischof entzogen wurde. Am 29. Mai 1402 ging das Amt auf Graf Friedrich I. von Henneberg über; in diesem Rahmen bekam der Bischof das Recht zur Ernennung des Amtsmannes übertragen. Daraufhin unternahmen die von-Hutten-Brüder mehrere Raubzüge auch innerhalb des Amtes Bodenlauben, woraufhin ihr Heimatschloss Werberg bei Brückenau auf Befehl König Ruprechts von Bischof Johann I. von Würzburg, Abt Johann von Fulda sowie den Grafen Heinrich und Friedrich I. von Henneberg belagert wurde. Im Rahmen des durch die Belagerung (die bis zum 13. November 1403 währte) erwirkten Vergleiches stellten sich die Brüder dem Landfriedensgericht, wo sie zur Entschädigung verurteilt wurden.
In der Folgezeit verblieb die Burg für mehrere Jahrzehnte im Pfandverhältnis zwischen dem Bistum Würzburg und den Hennebergern; weder Graf Friedrich I. von Henneberg († 1422), noch seinem Sohn Georg I. († 1465) noch dessen Sohn Otto IV. gelang es, die Burg vollständig in den Besitz der Henneberger zurückzuführen. Im Jahre 1474 schließlich wurden Burg und Amt Bodenlauben von Bischof Rudolf II. von Scherenberg eingelöst. Die von den Hennebergern eingesetzten Amtmänner waren: Hermann von Eberstein (1402–1436), Heinrich von Erthal Junior (1436–1456) sowie Peter senior von Herbilstadt (1456–1474). Heinrich von Steinau, der Bischof von Scherenberg die für die Einlösung nötigen 3.000 Gulden lieh, war bis zum Jahr 1500 „Amtmann von Botenlauben“. Sein Sohn Reinhard war sein Nachfolger, bis Fürstbischof Konrad II. von Thüngen im Jahr 1521 das Amt Botenlauben einlöste. Das Amt wurde nun vom Amtskeller verwaltet.
Während des Bauernaufstands von 1525 fiel die Burg Bauern aus Aura an der Saale zum Opfer. Der Sage nach gewährte der verräterische Burgkoch den Bauern Einlass, wurde von diesen aber nicht mit dem versprochenen Gold belohnt, sondern geblendet und umgebracht; seitdem soll sein unruhiger Geist in stürmischen Nächten auf der Burg umherwandern und auf seinem Küchenbrett hacken. Nach dem niedergeschlagenen Bauernaufstand wurden die Bauern zwangsweise herangezogen, die zerstörte Burg wiederzuerrichten; der finanzielle Anteil der im Amt Botenlauben ansässigen Bauern am Schadensersatz (Gesamthöhe: 269.659 Gulden) belief sich auf 647 Gulden.
Nach dem Bauernaufstand wurde das Amt Ebenhausen neuer Verwaltungssitz und der dortige Amtmann Engelhard jun. von Münster neuer Verwalter des Amtes Botenlaube (er bekleidete diese Funktion bis zu seinem Tod im Jahr 1528).
Im Zweiten Markgräflerkrieg (1552–1555) wurde die Burg im Jahre 1553 endgültig zerstört, das Amt Ebenhausen-Botenlaube vom Fürstbischof für 13.900 Gulden an Lorenz von Münster, Engelhards Sohn und Nachfolger, verpfändet. Seit dem 17. Jahrhundert diente die Burg den Einwohnern von Reiterswiesen als Steinbruch.
Die folgenden Amtsmänner waren: Konrad von Steinau (1567–1571) sowie Theobald Julius von Thüngen (1571–1594). Für das Jahr 1605 erstmals als Amtmann bezeugt ist Ernst Zobel von Giebelstadt, der diesen Posten bis zum Jahr 1631 innehatte.
Der Dreißigjährige Krieg machte sich erst im Jahre 1631 bemerkbar, als das Amt Bodenlauben-Ebenhausen eine jährliche Abgabe von 472 Gulden an die Schweden zu leisten hatte. Diese verschenkten am 2. März 1632 die zum Amt Bodenlauben gehörenden Orte Kronungen und Oberwerrn an die Reichsstadt Schweinfurt. Bis zum Ende der schwedischen Herrschaft im Jahre 1635 sank die Einwohnerzahl der Ämter Bodenlauben-Ebenhausen auf 634 Männer; für das Jahr 1637 berichtet der Kissinger Pfarrer Pistorius von einer unermesslichen Hungersnot. Ab dem Jahr 1641 gehörten Kronungen und Oberwerrn unter der neu einsetzenden fürstlichen Regierung wieder zum Amt Bodenlauben. Ein letzter Durchmarsch der Schweden in der Region fand im Jahr 1647 statt.
Im Jahr 1670 wurde das Amt Botenlauben ganz aufgelöst; seine Orte gingen in das Amt Ebenhausen über.

### Die Botenlaube nach 1670
Im 19. Jahrhundert kam die Belehnung der Botenlaube zu einem Ende. Der letzte Würzburger Fürstbischof belehnte die Burg im Jahr 1796 an die Familie von Bibra und die von Erthal, deren Lehnsherr im Zuge der Säkularisation im Jahr 1803 der Kurfürst von Bayern wurde. Als zwei Jahre später die Familie von Erthal erlosch, kam die Burg in Regierungshand und wurde am 15. April 1830 ein letztes Mal belehnt, und zwar durch König Ludwig I. an Ernst Freiherr von Bibra. Dies Lehnsverhältnis endete mit dem Allodificationsgesetz, durch das die Botenlaube am 13. Juni 1848 Staatseigentum wurde. Ludwig I. ergriff Maßnahmen zum Erhalt der zur Ruine zerfallenen Botenlaube.
Nach der durch den Zweiten Markgräflerkrieg einsetzenden Verwendung der Burgreste als Steinbruch fand um 1830 der Raubbau an der Bausubstanz ein Ende, als man sich wieder für Romantik und Mittelalter interessierte. Dies fand beispielsweise Ausdruck in der Gründung des Botenlauben-Vereins im Jahr 1881 durch den Badearzt Ignaz Ising. Das Hauptaugenmerk des Vereins lag anfangs darin – auch unter dem Eindruck immer größerer Besucherzahlen auf der Ruine im Zuge des wachsenden Kissinger Kurbetriebes –, aus der Burg eine Touristenattraktion zu machen. Dies änderte sich jedoch Anfang des 20. Jahrhunderts zugunsten eines historischen Interesses.
In der zweiten Hälfte des 20. Jahrhunderts fanden auf der Burg Restaurierungsarbeiten statt. Das seit 1984 zunächst alljährlich im September vom Heimatverein Reiterswiesen veranstaltete Burgfest erinnert an das Leben auf der Burg im Mittelalter. Nachdem das Burgfest im Jahr 2011 bereits einmal pausiert hatte, wurde im August 2012 beschlossen, das inzwischen noch authentischer gestaltete Fest zukünftig alle zwei Jahre auszurichten. Nachdem Otto von Botenlauben und Beatrix bisher von Werner Vogel, dem Vorsitzenden des Heimatvereins Botenlauben, und seiner Ehefrau Doris Vogel dargestellt worden waren, übernehmen nun Knud Seckel und Catherine Vogel, Tochter der bisherigen Darsteller, diese Rollen. Im Rahmen erhöhter historischer Authentizität hat Seckel, der bundesweite Auftritte als Minnesänger absolviert, nun die Darstellung des mittelalterlichen Liedgutes überarbeitet.
Nachdem auf Grund von Verschleiß und Vandalismusvorfällen ein Jahr lang keine Fahne auf der Botenlaube gehisst werden konnte, konnte im April 2012 durch Spenden der Kauf neuer Exemplare finanziert werden. Der Heimatverein würdigte die Spender mit einer Feierstunde, in deren Rahmen eine Tafel mit den Namen der Spender auf dem Nordturm angebracht wurde.

## Weiler Unterbotenlauben
Der Weiler Unterbotenlauben entstand aus dem Hofgut Botenlauben, das sich am Nordabhang unterhalb der Burg befand. Laut Reinhard von Bibra soll das Hofgut bereits vor der Burg entstanden sein und mit der Entstehung ihres Namens in Zusammenhang stehen, da es, so Bibra von einem Boto bewohnt wurde, der es im Jahr 797 dem Kloster Fulda schenkte.
Zu Zeiten der Henneberger diente das Hofgut als Ökonomiehof der Botenlaube; die Kapelle im nördlichen Turm der Botenlaube wiederum wurde wahrscheinlich auch von den Bewohnern des Weilers für den Gottesdienst genutzt. Das Hofgut erfuhr in den Urkunden der Zeit einen Wandel in der Bezeichnung als „suburbium“ (1234), „Vorhof“ (1333), „Vorburg“ (1445), „Hof unter dem Schlosse“, „Bauhof“ und „die zwei Freyhöfe“ (1493) sowie „Unterbotenlauben“ (1532).
Seit bischöflicher Zeit war das Hofgut in zwei „Freyhöfe“ eingeteilt, von denen eines zu einem Burggut gehörte und an Aplo Hurnig (1353–1366) und Conrad von Coburg (1366–1373) ging. Danach kam der eine Hof unter ständige Verwaltung des Hochstifts Würzburg, während das andere zusammen mit dem Burggut verlehnt wurde, und zwar an Dietrich von Witzleben (1402), Diez von Albersfeld (1443), Philipp von Milz (1472) und Valentin von Münster (1544). Die letzten bekannten Lehen sind in Zusammenhang mit dem Jahr 1623 die Brüder Lorenz und Ernst von Münster (bis zu ihrem Tod im Jahr 1655).
Der vom Hochstift verwaltete Hof ging von 1402 bis 1474 an die Henneberger. Danach wurde er zur Hälfte vom Hochstift und von den Hennebergern verwaltet und ging 1559 mit dem Aussterben der Henneberger wieder ganz an das Hochstift.
Von nun an wurde das Anwesen bis in das 17. Jahrhundert hinein durch das Hochstift verpachtet. In den Jahrzehnten nach Auflösung des Amtes Botenlauben war der Weiler Unterbotenlauben durch „Erbpacht“ unter mehreren „Erbpächtern“ aufgeteilt. So verzeichnet die „Reiterswiesener Messungstabelle über die Wohnhäuser und Feldgüter, wie solche bei der Messung im Jahre 1741 mit Tax und Schatzung beleget“ an dieser Stelle vier Wohnhäuser, die um eine alte Linde angeordnet waren. Die vier Wohnhäuser mit der Linde im Zentrumbefanden sich an der heutigen Kreuzung Kissinger Straße/Carl-Diem-Straße. Die Linde mit dem zum Weiler gehörenden Brunnen wurden im Lauf des 19. Jahrhunderts ein beliebtes Ausflugsziel. In diesem Zusammenhang wuchs auch das touristische Interesse an der Burgruine. Laut einer Beschreibung von Carl Boxberger war die Linde, in deren Umfeld sich im Jahre 1866 „drei Gehöfte[n] und drei einzelne[n] Häuschen“ befanden, vom Zerfall bedroht. Für die Erhaltung des Baumes wurde im Jahr 1825 ein Fonds eingerichtet; die starken Äste des Baumes waren mit Eisenstangen am Baum befestigt worden.
Im Jahre 1832 entstand eine „Restauration“, die, obwohl sie im Winter 1843/1844 abbrannte, noch heute als „Café Botenlauben“ existiert.
Der im Jahr 1903 aus zehn Anwesen bestehende Weiler Unterbotenlauben wuchs im Lauf der Zeit immer stärker mit Reiterswiesen zusammen, bis dieses im Zuge der Gemeindegebietsreform im Jahr 1972 Stadtteil von Bad Kissingen wurde.

## Beschreibung

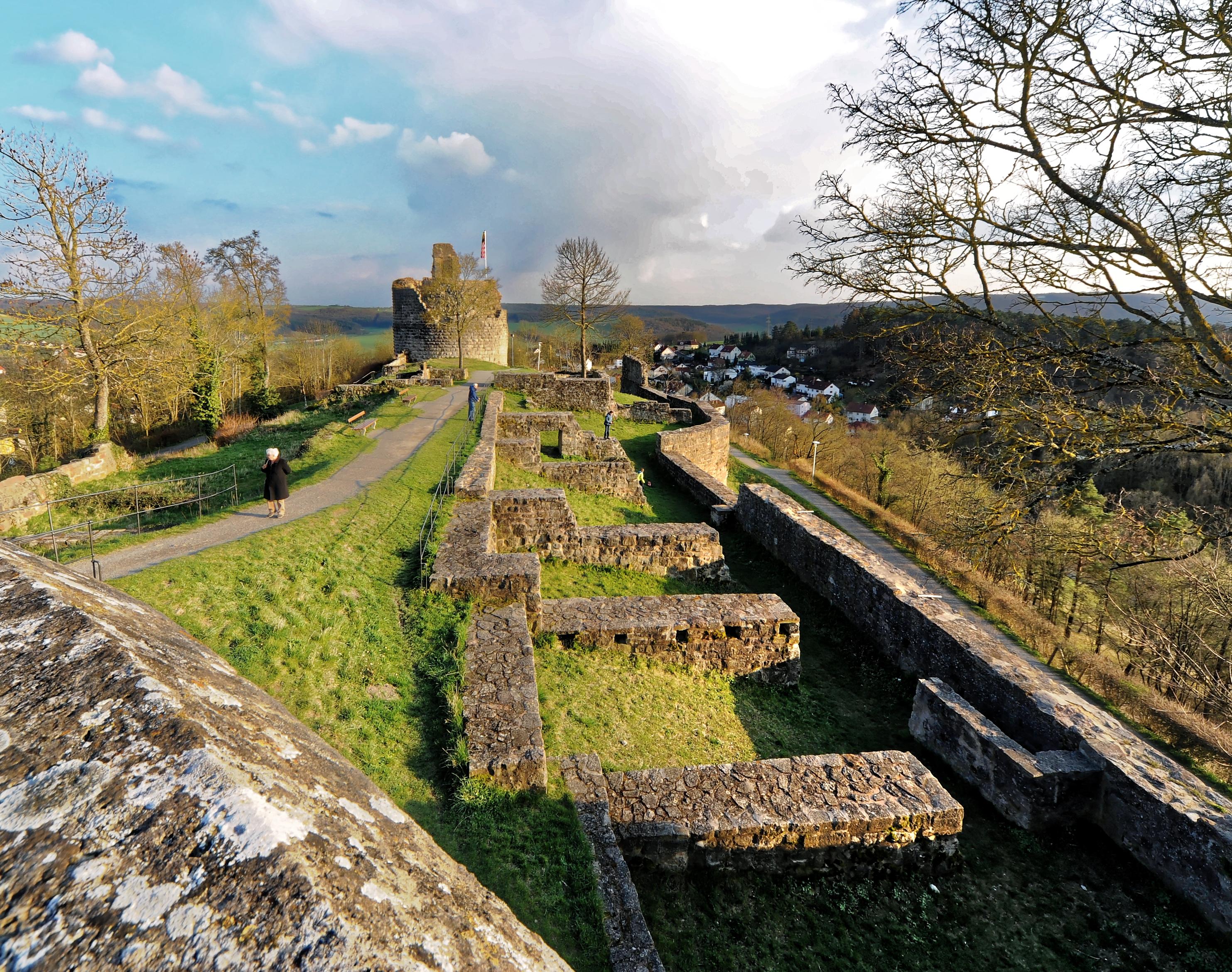
Blick vom Nordturm in Richtung Südturm

Mit ihren beiden runden Bergfrieden (nur als Stümpfe erhalten) erinnert sie an die Burg Münzenberg in der Wetterau, weitere vergleichbare Anlagen sind die Burgen Saaleck, Hoh-Andlau, Kohren und Thurant. Das Buckelquadermauerwerk beider Bergfriede, sehr regelmäßig aber noch ohne Zangenlöcher, macht ihre Entstehung um 1200/1220 wahrscheinlich. Von den Wohnbauten aus der ersten Hälfte des 13. Jahrhunderts, darunter ein Palas, wurden die Grundmauern durch Ausgrabungen wieder sichtbar gemacht.